# Кинг, Аджа Наоми
Аджа Наоми Кинг (англ. Aja Naomi King, род. 11 января 1985) — американская актриса, наиболее известная по роли Микаэллы Пратт в сериале ABC «Как избежать наказания за убийство».

## Жизнь и карьера
Кинг родилась и выросла в Лос-Анджелесе, штат Калифорния. Она получила степень бакалавра искусств в Университете Калифорнии и окончила Йельскую школу драмы, где выступала во многих театральных постановках, а после появилась в ряде короткометражных фильмов, что привело её к ролям в телесериалах «Голубая кровь» и «В поле зрения».
В 2012 году, Кинг получила одну из центральных ролей в сериале The CW «Доктор Эмили Оуэнс», который был закрыт после одного сезона. После она снялась в комедийном пилоте «Империя луковых новостей», а после получила похвалу от критиков за исполнение главной женской роли в независимом фильме «Четыре». В начале 2014 года она снялась в сериале ABC «Чёрный ящик». Позже Кинг получила одну из главных ролей в сериале Шонды Раймс «Как избежать наказания за убийство», также на ABC. На волне его успеха, в 2015 году она получила главную женскую роль в историческом кинофильме «Рождение нации» на основе восстания рабов в 1831 году под руководством Нета Тёрнера. В фильме также задействованы Нейт Паркер, Онжаню Эллис, Арми Хаммер и Габриэль Юнион.

## Личная жизнь
Аджа замужем за Дэном Кингом. В марте 2021 года Кинг объявила о своей беременности после двух выкидышей. 27 мая 2021 года у Кинг и её мужа родился сын Киан Тру Кинг.

## Фильмография
| Год  | Название на русском        | Название на английском  | Роль        | Примечания                                                        |
| ---- | -------------------------- | ----------------------- | ----------- | ----------------------------------------------------------------- |
| 2010 |                            | A Basketball Jones      | Сара Уокер  | Короткометражный фильм                                            |
| 2010 | Ева                        | Eve                     | Актриса     | Короткометражный фильм                                            |
| 2011 | Девушки в опасности        | Damsels in Distress     | Полли       |                                                                   |
| 2012 |                            | Love Synchs             | Селин       | Короткометражный фильм                                            |
| 2013 | Четыре                     | Four                    | Эбигейл     | Премия Лос-Анджелесского кинофестиваля за лучший актёрский состав |
| 2013 | 36 святых                  | 36 Saints               | Джоан       |                                                                   |
| 2014 | Исправленный вариант       | The Reluctant Professor | Роза        |                                                                   |
| 2015 | Возвращение                | Reversion               | Софи Кли    |                                                                   |
| 2016 | Рождение нации             | The Birth of a Nation   | Черри       |                                                                   |
| 2017 | 1+1: Голливудская история  | The Upside              | Латрис      |                                                                   |
| 2019 | Девушка из Могадишо        | A Girl from Mogadishu   | Ифрах Ахмед |                                                                   |
| 2020 | Любовь Сильви              | Sylvie’s Love           | Мона        |                                                                   |
| 2020 | Двадцать четвёртый         | The 24th                | Мари        |                                                                   |
| 2021 | День подарков              | Boxing Day              | Лиза Диксон |                                                                   |
| 2022 | Большая или маленькая ложь | A Little White Lie      | Блайт Браун |                                                                   |

| Год       | Название на русском                | Название на английском      | Роль                | Примечания |
| --------- | ---------------------------------- | --------------------------- | ------------------- | --- |
| 2010      | Голубая кровь                      | Blue Bloods                 | Дэниз               | Эпизод: «Samaritan»                                                                                               |
| 2012      | В поле зрения                      | Person of Interest          | Лиза                | Эпизод: «Wolf and Cub»                                                                                            |
| 2012—2013 | Доктор Эмили Оуэнс                 | Emily Owens M.D.            | Кассандра Копельсон | Регулярная роль, 13 эпизодов                                                                                      |
| 2013      | Империя луковых новостей           | Onion News Empire           | Джиллиан            | Пилот |
| 2013      | Чёрный список                      | The Blacklist               | Элиза Рубен         | Эпизод: «Frederick Barnes»                                                                                        |
| 2014      | Бездельник                         | Deadbeat                    | Николь              | Эпизод: «Out-Of-Body Issues»                                                                                      |
| 2014      | Чёрный ящик                        | The Black Box               | Али Хинсли          | Второстепенная роль, 8 эпизодов                                                                                   |
| 2014—2020 | Как избежать наказания за убийство | How To Get Away With Murder | Микаэла Пратт       | Регулярная роль Номинация — NAACP Image Award за лучшую женскую роль второго плана в драматическом сериале (2015) |
| 2015      | Скандал                            | Scandal                     | Микаэла Пратт       | Эпизод: «Allow Me to Reintroduce Myself»                                                                          |
| 2023      | Уроки химии                        | Lessons in Chemistry        | Харриет Слоан       | Главная роль, 8 эпизодов                                                                                          |